# Keerom River
Keerom River (indonesiska: Sungai Songgolo) är ett vattendrag i Indonesien, på gränsen till Papua Nya Guinea.   Det ligger i provinsen Papua, i den östra delen av landet, 3 700 km öster om huvudstaden Jakarta.